# Phillip Island (Norfolk)
Pour les articles homonymes, voir Phillip Island (homonymie).
Phillip Island est une île inhabitée australienne, située à six kilomètres au sud de l'île Norfolk, dans le sud-ouest de l'océan Pacifique. 

## Histoire
Elle fut nommée en 1788 par le lieutenant Philip Gidley King pour Arthur Phillip, le premier gouverneur de la Nouvelle-Galles du Sud.

## Géographie
Elle constitue une des trois parties du parc national de l'île Norfolk dans le territoire australien de Norfolk.
La végétation de l'île fut malencontreusement détruite par l’introduction de cochons et de lapins durant la période pénitentiaire. Elle est actuellement en cours de reconstitution.
Le climat est subtropical doux, avec peu de variations saisonnières.

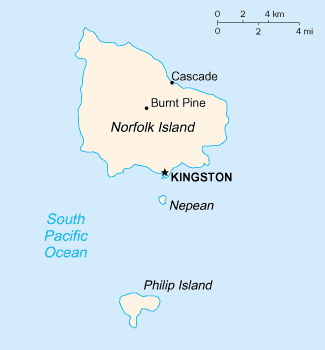